# Delta Pavonis
Désignations
Delta Pavonis (δ Pav / δ Pavonis) est une étoile de la constellation du Paon. Sa magnitude apparente est de 3,56, ce qui la rend aisément visible à l'œil nu. D'après la mesure de sa parallaxe annuelle par le satellite Hipparcos, l'étoile est située à ∼ 19,9 a.l. (∼ 6,1 pc) de la Terre. Elle se rapproche du Système solaire à une vitesse radiale de −21,5 km/s.

## Propriétés
Delta Pavonis une étoile sous-géante de type spectral G8 IV, ce qui signifie qu'elle est sur le point de terminer la fusion de l'hydrogène dans son cœur et commence sa transformation en géante rouge. À cause de cela, Delta Pavonis est légèrement plus lumineuse que le Soleil même si elle est plus froide. L'âge de cette étoile est compris entre 5 et 7 milliards d'années, et sa luminosité s'est accrue de 60 % depuis qu'elle est devenue une étoile de la séquence principale (cette dernière augmentation est voisine de celle du Soleil). L'orbite galactique de Delta Pavonis est très similaire à celle du Soleil. On n'a pas encore découvert de système planétaire autour de cette étoile.
L'étude spectroscopique de cette étoile montre qu'elle possède une proportion plus élevée en éléments plus lourds que l'hélium (ce que les astronomes désignent comme la métallicité) que le Soleil. Cette abondance est exprimée habituellement en termes de rapport fer sur hydrogène, par comparaison à l'atmosphère du Soleil (le fer étant un élément relativement facile à détecter dans une atmosphère stellaire). Pour Delta Pavonis, la métallicité vaut environ :
{\displaystyle {\begin{smallmatrix}\left[{\frac {Fe}{H}}\right]\ =\ 0.38\end{smallmatrix}}}
(Cette notation donne le logarithme décimal du rapport fer sur hydrogène par rapport à celui du Soleil). Ceci correspond à une abondance relative en fer de 240 % dans l'atmosphère de cette étoile par rapport à l'abondance solaire. Des études antérieures ont montré qu'il existe une corrélation entre l'abondance en éléments lourds dans une étoile et la présence d'un système planétaire.

## SETI
Elle a été identifiée par Maggie Turnbull et Jill Tarter du SETI Institute comme étant la « meilleure cible de SETI » dans l'examen des étoiles proches. Delta Pavonis est la plus proche étoile semblable au Soleil qui ne soit pas membre d'un système stellaire binaire ou multiple.

## Dans la culture populaire
Dans la série de romans Dune et ses adaptations, la planète fictive Caladan, fief de la maison Atréides, est située comme la troisième planète du système de Delta Pavonis.